# La espalda de Dios
La espalda de Dios es una película española, dirigida por Pablo Llorca y estrenada en el año 2001.

## Argumento
Rosa trabaja en una cafetería y se va a casar con su novio del instituto. Un día conoce a Iván y sus planes cambian totalmente. Deciden montar un bar juntos. Pero a Iván le gusta demasiado el juego. Un día se mete en problemas junto a su amigo Raúl y es Rosa quien tiene que asumir las deudas. La única manera que encuentra para pagar el crédito bancario es alquilar su casa a prostitutas.
Cinco años más tarde la pareja sigue junta. Han subido de clase social, viven en un edificio burgués de otro barrio de la ciudad y es Rosa quien trabaja gestionando los tres pisos que la pareja posee y que normalmente alquilan por horas. Tienen un pacto: él sigue junto a Rosa y además mantiene relaciones sexuales con ella, y a cambio ésta le pasa una cantidad estipulada para el juego. Ese dinero le permite acudir todos los días a una casa de juegos. Pero la situación de la pareja se va enfangando...